# ديفيد دوريل سوتون
ديفيد دوريل سوتون هو سياسي كندي، ولد في 2 نوفمبر 1895 في سومرفيل في الولايات المتحدة، وتوفي في 13 فبراير 1970. نشط حزبياً في الحزب الليبرالي في نوفا سكوشا ‏.